# 게스노키와미오토메
게스노키와미오토메(ゲスの極み乙女。 매우 비열한 여성[*])는 남성 2명, 여성 2명으로 구성된 일본의 4인조 밴드이다. 인디고 라 엔드의 카와타니 에논을 중심으로 2012년 결성되었다. 2013년 인디레이블 스페이스샤워뮤직을 통해 데뷔하였으며 후에 워너 뮤직 재팬의 언보르데와 계약하였다. 2015년에는 제7회 CD샵 대상에서 베스트 아티스트상을 수상하였다.

## 음반 목록

### 싱글
- 〈엽기적인 키스를 내게 해줘〉 (猟奇的なキスを私にして／アソビ, 2014.08.06)
- 〈나 이외엔 내가 아닌거야〉 (私以外私じゃないの, 2015.04.22)
- 〈로맨스가 남아돌아〉 (ロマンスがありあまる, 2015.06.17)

### 미니 앨범
- 〈드레스를 벗는방법〉 (ドレスの脱ぎ方, 2013.03.06)
- 〈춤출 수 없다면, 천민이 되어버려〉 (踊れないなら、ゲスになってしまえよ, 2013.12.04)
- 〈모두 노멀〉 (みんなノーマル, 2014.04.02)

### 정규 음반
- 〈매력이 아주 많아〉 (魅力がすごいよ, 2014.10.29)